# Premier League (Sansibar)
Die 1981 gegründete Zanzibar Premier League ist die höchste Spielklasse der Zanzibar Football Association.

## Aktuelle Saison
In der Saison 2020/21 nahmen die folgenden 12 Mannschaften am Spielbetrieb teil.
- Black Sailors FC
- Chuoni FC
- Hard Rock SC
- JKU FC
- Kipanga FC
- KMKM FC
- KVZ FC
- Mafunzo FC
- Malindi FC
- Mlandege FC
- Polisi Sports Club
- Zimamoto FC

## Alle Meister
- 1981: Ujamaa FC
- 1982: Ujamaa FC
- 1983: Small Simba SC
- 1984: KMKM FC
- 1985: Small Simba SC
- 1986: KMKM FC
- 1987: Miembeni SC
- 1988: Small Simba SC
- 1989: Malindi FC
- 1990: Malindi FC
- 1991: Small Simba SC
- 1992: Malindi FC
- 1993: Shengeni FC
- 1994: Shengeni FC
- 1995: Small Simba SC
- 1996: Mlandege FC
- 1997: Mlandege FC
- 1998: Mlandege FC
- 1999: Mlandege FC
- 2000: Kipanga FC
- 2001: Mlandege FC
- 2002: Mlandege FC
- 2003: Jamhuri FC
- 2004: KMKM FC
- 2005: Polisi Sports Club
- 2006: Polisi Sports Club
- 2007: Miembeni SC
- 2008: Miembeni SC
- 2009: Mafunzo FC
- 2010: Zanzibar Ocean View FC
- 2011: Mafunzo FC
- 2012: Super Falcon
- 2013: KMKM FC
- 2014: KMKM FC
- 2015: Mafunzo FC
- 2016: Zimamoto FC
- 2017: JKU FC
- 2018: JKU FC
- 2019: KMKM FC
- 2020: Mlandege FC
- 2021: KMKM FC
- 2021/22: KMKM FC
- 2022/23: KMKM FC
- 2023/24: JKU FC

## Anzahl der Titel
| Verein                 | Titel | Jahr                                           |
| ---------------------- | ----- | ---------------------------------------------- |
| KMKM FC                | 8     | 1984, 1986, 2004, 2013, 2014, 2019, 2021, 2022 |
| Mlandege FC            | 7     | 1996, 1997, 1998, 1999, 2001, 2002, 2020       |
| Small Simba SC         | 5     | 1983, 1985, 1988, 1991, 1995                   |
| Miembeni SC            | 3     | 1987, 2007, 2008                               |
| Malindi FC             | 3     | 1989, 1990, 1992                               |
| Ujamaa FC              | 2     | 1981, 1982                                     |
| Shengeni FC            | 2     | 1993, 1994                                     |
| Polisi Sports Club     | 2     | 2005, 2006                                     |
| Mafunzo FC             | 2     | 2011, 2015                                     |
| JKU FC                 | 3     | 2017, 2018, 2024                               |
| Jamhuri FC             | 1     | 2003                                           |
| Zanzibar Ocean View FC | 1     | 2010                                           |
| Super Falcon           | 1     | 2012                                           |
| Zimamoto FC            | 1     | 2016                                           |